# Proechimys kulinae
Proechimys kulinae és una espècie de mamífer rosegador de la família de les rates espinoses. Viu al Brasil i el Perú. Els seus hàbitats naturals són els boscos primaris i secundaris de terra ferma. Es desconeix si hi ha cap amenaça significativa per a la supervivència d'aquesta espècie, tot i que en el moment de la seva descripció no n'hi havia cap.
Aquest tàxon fou anomenat en honor dels culina, un poble indígena de la regió on es troba aquesta rata espinosa.